# Мария Антиохийская
Мари́я Антиохи́йская (в монашестве — Ксения; 1145, Антиохия — 1182, Константинополь) — вторая жена византийского императора Мануила I Комнина. Дочь княгини Констанции Антиохийской и Раймунда де Пуатье. Мать императора Алексея II Комнина и регент в период его малолетства.

## Биография
Мария родилась в Антиохии и, по словам современного ей летописца Никиты Хониата, отличалась особой красотой:

Это была женщина очень красивая и даже чрезвычайно красивая — словом, необыкновенная красавица. В сравнении с ней решительно ничего не значили и всегда улыбающаяся и золотая Венера, и белокурая и волоокая Юнона, и знаменитая своей высокой шеей и прекрасными ногами Елена, которых древние за красоту обоготворили, да и вообще все женщины, которых книги и повести выдают за красавиц.

Император Мануил, овдовевший в 1159 году, решил жениться на этой красавице и направил посольство из первых аристократов империи и своих ближайших родственников в Антиохию. Мария была привезена в столицу и в конце 1161 года в соборе Святой Софии патриарх Лука Хрисоверг обвенчал её с императором. Одновременно ей был присвоен титул августы.
В браке с Мануилом у Марии родился единственный сын Алексей. 24 сентября 1180 года Мануил скончался. Мария, принявшая монашество с именем Ксения, стала регентом своего малолетнего сына. Управление империей вместе с Марией осуществлял её фаворит протосеваст Алексей, племянник императора Мануила, в связи с которым она была ещё при жизни своего мужа. Мария мало разбиралась в делах управления империей. В своей политике она покровительствовала итальянским купцам, чем вызывала недовольство у торгово-ремесленного населения Константинополя. В столице она была прозвана «чужеземкой». По словам Никиты Хониата «в отсутствии бдительного и строгого наставника, все пришло в беспорядок, потому что каждый преследовал свою цель, и все друг другу противодействовали; или, как бы по отнятии прочного и твердого столпа, все пошатнулось в противоположную сторону».
Правлением Марии были недовольны дочь Мануила от первого брака Мария Порфирородная и её супруг Ренье Монферратский, возглавившие оппозиционно настроенную к императрице столичную знать. В мае 1181 года противостояние императрицы Марии и её падчерицы перешли в открытые народные волнения. Сторонники Марии Порфирородной, желавшие отстранения от управления протосеваста Алексея и всех латинских советников, столкнулись с правительственными войсками. Беспорядки смог остановить патриарх Феодосий, но наступивший мир был непродолжительным. В апреле 1182 года в Константинополь вступил Андроник Комнин, двоюродный брат покойного императора Мануила, поддерживаемый национально настроенными сановниками. При нём состоялась повторная торжественная коронация Алексея II, но Андроник стал его новым регентом и ощущал себя полновластным хозяином империи.

В конце 1182 года Андроник решил избавиться от императрицы Марии. Её обвинили в тайных сношениях с королём Венгрии Белой, мужем её сводной сестры Агнессы, «и побуждала его письмами и щедрыми обещаниями разрушить Враницову и Велеград». Марию заключили в тюрьму в монастыре Святого Диомида, а затем подвергли суду, который вынес её смертный приговор. После этого, по словам Никиты Хониата «немедленно скрепляется царём-сыном бумага, написанная в прямом смысле брызгами материнской крови, осуждавшая её на смерть». По приказу Андроника этериарх Константин Трипсих и евнух Птеригионит задушили Марию и закопали её тело в морском песке на берегу. По поводу этого убийства Никита Хониат в своей «Хронике» восклицает:
О солнце! Какое чёрное преступление! О безначальное Слово Божие! Как непостижимо Твоё долготерпение!
В сентябре 1183 года по приказу Андроника был задушен единственный сын Марии император Алексей II.